# Benimaru Nikaido
Benimaru Nikaido (二階堂紅丸 Nikaidō Benimaru?) es un personaje ficticio y uno de los protagonistas de la serie de videojuegos de lucha The King of Fighters. Su peinado liso hacia arriba se debe a la excesiva electrostática presente en su organismo. Su apodo oficial es la estrella fugaz. Debido a su particular voz y apariencia, muchos fanes han cuestionado la identidad sexual de Benimaru a los desarrolladores; quienes respondieron, "no es lo que piensas".

## Desarrollo
Está basado ligeramente en el personaje francés Jean Pierre Polnareff de Jojo's Bizarre Adventure, incluso su traje de The King of Fighters '94 y The King of Fighters '95 se basó en él. Aún después de que el nombre de Benimaru fue decidido, los desarrolladores del juego continuaron refiriéndose a él como Polnareff. Adicionalmente, su movimiento de provocación (Botón Start) en The King of Fighters XI, se asemeja en gran medida a Polnareff en el manga. Su tipo de voz fue considerada inicialmente por su diseñador original para no tener nada que ver con la imagen original del personaje.
La idea de sus poderes eléctricos, así como los demás poderes del resto del "Japan Team", se derivan del anime Getter Robo. En el programa, había tres héroes , que sirvieron de inspiración para el trío de The King of Fighters: El protagonista era el tipo "valiente", su amigo era "vanguardista y atrevido", y el tercer héroe quien era "sensible y realista". Esto a la vez, es un homenaje a una frase en japonés (traducción aproximada: El trueno golpea la tierra cual chispa a la llama"
Debido al tono particular de su voz, algunos fanes han expresado dudas sobre la sexualidad de Benimaru a los desarrolladores, a lo cual ellos responden, "No es lo que creen. (No es que haya algo de malo en ello)".
En la "Gamest's 1997 Heroes Collection,"(Colección de Héroes de Videojuegos de 1997, Benimaru fue votado como el decimotercero personaje favorito de los fanes. Empató en el puesto con el personaje de Samurai Shodown, Shizumaru Hisame. En la encuesta de popularidad de personajes en el sitio web de Neo Geo Freak, fue elegido como el sexto personaje favorito con un total de 1.269 votos.

## Historia
Benimaru es un joven, hijo de una familia multimillonaria. Es un luchador y modelo profesional a tiempo parcial que está muy confiado en sus habilidades. Cuando Japón organizó un torneo para determinar un equipo representante de su país para el torneo King of Fighters, Benimaru entró y llegó a la final. A pesar de su experiencia, perdió (en un combate muy igualado) ante Kyo Kusanagi así que obtuvo el segundo lugar. Él y Kyo con el competidor del tercer lugar, Goro Daimon se unieron para participar en el torneo.
Saga de Rugal
Durante esta saga, Benimaru haría su debut en el torneo del KOF '94 donde recibirían una invitación para participar en el torneo donde podían formar un grupo de 3 personas, aquí formaría grupo con Kyo Kusanagi y Goro Daimon conocido como el "Team Japón" que llegarían hasta las finales del torneo donde llegarían a conocer en persona al organizador del torneo, Rugal Bernstein, al que llegaron a enfrentarse. Aunque que al principio no llegaría a pelear usando todas sus fuerzas, con facilidad Benimaru, domina a Rugal. Él llegó a tener dificultades hasta llegar a mostrar su verdadera fuerza que con facilidad pierde Benimaru y Goro, Kyo Kusanagi es el que llega a enfrentarse contra el y llegándolo a derrotar, cuando fue derrotado Rugal decide querer autodestruir la base del Sky Noah junto con el para que no llegaran a escapar Kyo, Benimaru y Goro, los cuales logran escapar sanos y salvos.
Durante el torneo del KOF 95 nuevamente Benimaru decide participar en el torneo donde haría nuevamente grupo con Kyo y Goro, el cual en ese torneo llegan a descubrir que en las finales llegan a conocer a un grupo totalmente nuevo tratándose del "Rival Team" donde llegarían a darse cuenta del rival a muerte de Kyo Kusanagi el cual le hacen frente y los derrotan para ir directamente a la final del torneo, cuando se dirigen al lugar en un cuarto son llevados y sale gas somnífero y se dan cuenta de que todo se trata de una trampa el cual no pueden escapar, pero al despertar se topan nuevamente con Rugal que una vez más es el organizador del torneo y que llegaría a mostrar una sorpresa especialmente para Kyo que llegó a capturar a su padre Saisyu y llegó a lavarle el cerebro para llegarlo a tener bajo su control y poder utilizarlo para pelear el cual con mucha facilidad Benimaru con Goro pierden contra él y Kyo llegaría a ir a su rescate para pelear la batalla contra su padre la llega a cancelar porque llegaría a recuperar la razón cuando se da cuenta de que pelea contra su hijo al ver las llamas que llegaba a utilizar y Kyo se enfrenta contra Rugal, el mismo Rugal llegaría a mostrar que tendría un nuevo poder siendo de Orochi conocido como "Omega Rugal donde lo utilizaría y Kyo lo vence pero Rugal a utilizar su máximo poder su cuerpo no lo soportaría y llegaría a desaparecer. Después de abandonar la base de Rugal, Benimaru con Goro llegan ayudar a Kyo a buscar a su padre el cual llegó a desaparecer, después de finalizar el torneo deciden regresar a Japón.
Saga de Orochi
En el KOF '96 llegaría una vez más a participar Benimaru junto con Kyo y Goro donde recibirían la invitación correspondiente, al llegar a las finales llegan a toparse con una mujer extraña llamada Chizuru Kagura donde los desafiaría a una batalla el cual Benimaru y Goro Daimon la llegan a vencer con mucha dificultad saliendo muy lastimados de la batalla el cual deciden ir al hospital y donde no podrían llegar a tener presencia de lo que restaba en el torneo el cual Kyo Kusagani se encargaría de todo y llegar a vencer a Goenitz con la ayuda de Chizuru e Iori, después de eso decide regresar a Japón.
En el KOF '97 nuevamente participa Benimaru junto con Kyo y Goro, en ese torneo lograrían a avanzar hasta las finales donde llegarían a encontrarse con Iori Yagami, a quien notan entrando bajo el efecto del disturbio de sangre de Orochi. Llegan a detenerlo y vencerlo, en las finales llegan a encontrarse con el New Face Team, a quien habían visto antes, y se revela que ellos eran descendientes de Orochi y que pelearían con todas sus fuerzas utilizando su verdadero poder. Benimaru, Goro y Kyo lo llegan a derrotar, aunque Benimaru y Goro salieron muy lastimados y una vez más Kyo saldría a dar la cara para pelear contra Orochi. Chizuru e Iori llegarían para ayudarlo y, aunque Orochi quiso utilizar a Iori para que acabara con Kyo y Chizuru, induciéndolo a su estado de Orochi Iori, Iori se controla y lo llega a detener, aprovechando Kyo para atacar a Orochi y llegar a sellar su poder. Después del torneo se despide Benimaru y Goro esperando volverlo a ver algún día y donde tomaría otro camino.

Saga de N.E.S.T.S.
Tras el clímax de The King of Fighters '97, Benimaru reanudó su carrera de modelo y se fue en una gira mundial. Regresa a Japón antes del torneo de 1999 debido a una invitación que al parecer recibió del alumno de Kyo, Shingo Yabuki. En realidad, tanto Shingo y el querían participar en el torneo para eso deciden unirse con dos desconocidos K’ y Maxima. Durante la final del torneo en KOF '99, Sabe que NESTS, es un sindicato que es responsable de la desaparición de Kyo Kusanagi, Benimaru sigue vigilando a NESTS para tratar de encontrar a Kyo. Durante las finales del torneo se encontrarían con el verdadero organizador del torneo, Krizalid. Al principio pelearía contra él pero no usando toda su fuerza aunque, después de llegar a dominarlo, Krizalid decide utilizar todo su poder y habla de su verdadero objetivo, de por qué organizó el torneo y de lo que había hecho con Kyo para querer conquistar el mundo, el cual llega a derrotarlo pero cuando iban a escapar se llegan a encontrar con Kyo Kusagani y donde les habla de su desaparición a Benimaru y a Shingo, el cual K' llega a desafiarlo a una pelea y en plena pelea se dan cuenta de que los techos de las paredes se empiezan a cerrar y donde cada quien quedaría atrapado en un cuarto diferente, en donde quedó atrapado Benimaru estaba Shingo y cuando se empieza a derrumbar la base NESTS deciden huir. En la huida, Shingo tropezó y se dobló el tobillo pero Benimaru inmediatamente regresa por él para ayudarlo a salir, y así logran salir sanos y salvos de la base NESTS.
Al año siguiente, Benimaru forma su propio equipo con Shingo Yabuki y su viejo amigo, Seth. El agente también trae su compañero de equipo final, Lin. Benimaru espera utilizar las capacidades de Lin para ayudar a su búsqueda de Kyo Kusanagi. Durante el transcurso del torneo llegan nuevamente a otra base de los NESTS donde llegarían a observar la batalla del organizador del torneo siendo Zero, cuando él activa su cañón Zero para querer destruir la Tierra sus planes salen mal cuando Kula destruye el satélite desde donde se lanzaría el rayo con lo cual el ataque se divide y llega a caer en diferentes partes. Entre los escombros se pudo ver que a Lin se le apareció un individuo llamado "Ron" y le dijo que debería servir a los NESTS y que él ya estaba llevando a cabo ese objetivo. En plena discusión Benimaru ataca a Ron utilizando su puño de electricidad (Raikoukken), que Ron elude utilizando una técnica de engaño. Benimaru juró que algún día los integrantes que formó Lin llegarían a desaparecer. Ron se va.
Independientemente de los resultados de su búsqueda, se encuentra con Kyo de nuevo en KOF 2001. De cara a revivir sus días de gloria una vez más, se une con Kyo y Shingo para formar el nuevo “Japan Team”.
Saga de Ash
Después de formar equipos con Shingo y Goro en el torneo de 2003. En KOF XI, él y Duo Lon van a la mansión de Elisabeth Blanctorche, Allí, le cuentan los robos de Ash Crimson de los poderes de Chizuru, y sus experiencias durante el torneo de 2003. El trío forma el equipo rival para buscar a Ash. Lo encontraron después de que robara los poderes de Iori. Benimaru ve a Shingo y a Kyo golpeados en el suelo donde Ash amenaza a Kyo. Antes de que los pueda interrogar más Benimaru ataca a Ash, pero Ash se teletransporta lejos y advierte que Kyo será el siguiente.
Vuelve Benimaru desde el extranjero a Japón. La primera vez que visita es para Chizuru, para decirle lo que pasó en el último torneo, conscientes de los peligros que vienen con las nuevas habilidades de Ash. Excusándose para reunirse con sus compañeros de equipo, visita Shingo para conocer los detalles de lo que causó la hospitalización de Kyo. Goro llega y se ponen al día durante la reunión. Con el estado actual de las cosas y las invitaciones de "R" se desmayó, él y Goro deciden reunir al antiguo equipo para el torneo.

Saga Interdimensional
Para The King of Fighters XIV vuelve a hacer equipo con Kyo y Goro.
En The King of Fighters XV el equipo de Japón se desintegra, debido a que esta vez Kyo tiene que unir fuerzas con Iori y Chizuru para evitar el despertar de Orochi. Kyo le pide a Benimaru que se una a Shun'ei y Meitenkun para poder vigilarlos (similar a cuando se unió a K' y Maxima en la saga de NESTS), Benimaru acepta y se une al equipo.

## Metal Slug Defense
Aquí Benimaru junto con Kyo y Goro llegan a debutar por primera vez en un juego de Metal Slug, Benimaru posee la habilidad de hacer técnicas de Electrokinesis y su técnica especial es el Raikokken, sus sprites fueron reducidos para coincidir con los demás personajes donde conserva su diseño y animación de los juegos del Kof, conserva su apariencia clásica como apareció por primera vez en Kof 94.

## Personalidad
Benimaru, aunque a veces es vanguardista y extravagante, es serio en las batallas. Él está muy orgulloso de sus habilidades y no quiere que nadie mire hacia abajo de él por su buena apariencia. También respeta las damas a pesar de que tiende a ser más que un flirteo frívolo. Aunque parece haber una mente indecisa, Benimaru tiene un corazón de oro. Su lealtad y el respeto pueden recorrer un largo camino. A pesar de su herencia americana, que lleva muchos manierismos japoneses, siempre se preocupa por su apariencia para lucir muy guapo (o hermoso, dependiendo del punto de vista) a veces demasiado, a tal grado que se le ha considerado como un metrosexual. Aunque nunca lo admita abiertamente en voz alta, su orgullo como luchador profesional fue sacudido cuando Kyo lo golpeo antes de 1994 y en secreto entrena para una revancha.
Benimaru no le gusta los fanes del anime (Otaku). Ya sea intencional o no, esto es irónico ya que no sólo era apariencia Benimaru basándose en Polnareff (del manga JoJo's Bizarre Adventure), pero la mayoría de sus ataques han sido tomados de diversos animes y (sobre todo el huracán Polymar).

## Poderes
- Electrokinesis : Benimaru puede controlar la electricidad.
- Estática : Benimaru puede crear estática alrededor de su cuerpo. Esto es lo que hace que su pelo quede hacia arriba.
- Puño eléctrico : Benimaru puede crear una bola eléctrica alrededor de su puño.
- Tormenta : Benimaru puede convocar a un rayo del cielo. Benimaru también pueden formar chispas en el suelo y se mueven hacia arriba.
- Ataques eléctricos : Benimaru pueden alimentar sus ataques con energía eléctrica, especialmente de los rayos que convoca.
- Super-Speed : Benimaru se puede mover tan rápido que deja varias imágenes de sí mismo cuando se mueve.

## Apariciones
- The King of Fighters '94
- The King of Fighters '95
- The King of Fighters '96
- The King of Fighters '97
- The King of Fighters '98
- The King of Fighters '99
- Capcom vs SNK
- The King of Fighters 2000
- The King of Fighters EX
- Capcom vs SNK 2
- The King of Fighters 2001
- The King of Fighters EX2
- The King of Fighters 2002
- The King of Fighters Neowave
- The King of Fighters 2003
- The King of Fighters XI
- The King of Fighters '98: Ultimate Match
- The King of Fighters XII
- The King of Fighters XIII
- The King of Fighters XIV
- The King of Fighters XV